# Afa
Afa (korzijsko Affà) je naselje in občina v francoskem departmaju Corse-du-Sud regije - otokaKorzika. Leta 2011 je naselje imelo 2.881 prebivalcev.

## Geografija
Kraj leži na zahodni strani otoka Korzike 12 km severno od središča Ajaccia.

## Uprava
Občina Afa skupaj s sosednjimi občinami Alata, Appietto, Bastelicaccia in Villanova ter delom Ajaccia sestavlja kanton Ajaccio-7; slednji se nahaja v okrožju Ajaccio.